# یواس‌اس بتی جین اول (آی‌دی-۳۴۵۸)
یواس‌اس بتی جین اول (آی‌دی-۳۴۵۸) (به انگلیسی: USS Betty Jane I (ID-3458)) یک کشتی بود که طول آن ۳۶ فوت ۰ اینچ (۱۰٫۹۷ متر) بود. این کشتی در سال ۱۹۱۳ ساخته شد.